# Derek Muller
Derek Alexander Muller (født 9. november 1982) er en australsk født canadisk videnskabsformidler, filmskaber, tv-personlighed og opfinder, der er bedst kendt for sin YouTube-kanal Veritasium. Muller har har også optrådt som korrespondent i Netflix internetserien Bill Nye Saves the World med Bill Nye i 2017-2018.